# Samoniny
Samoniny (deutsch Samonienen, 1938–1945 Klarfließ) ist ein kleiner Ort im Nordosten der polnischen Woiwodschaft Ermland-Masuren und gehört zur Gmina Gołdap (Stadt- und Landgemeinde Goldap) im Powiat Gołdapski (Kreis Goldap).

## Geographische Lage
Samoniny liegt einen Kilometer südlich der polnisch-russischen Staatsgrenze nordwestlich der Kreisstadt Gołdap (Goldap) an einer unbedeutenden Nebenstraße, die von Gołdap in das Grenzgebiet bei Mażucie (Masutschen, 1938–1945 Oberhofen) führt und vor 1945 weiter bis nach Wikischken (1938–1946 Wiecken, heute russisch: Bagrationowo) und Darkehmen (1938–1946 Angerapp, heute russisch: Orsjorsk) führte. Nordöstlich am damaligen Samonienen führte vor 1945 die Bahnstrecke von Insterburg (heute russisch: Tschernjachowsk) nach Lyck (heute polnisch: Ełk) vorbei.

## Ortsname
Die deutsche Bezeichnung Samonienen leitet sich ab von Samanynai oder Samynynas und bedeutet so viel wie „Moosboden“, was vielleicht auf das Moor in der Gegend hindeutet. Ein Gutsdorf gleichen Namens befand sich zwanzig Kilometer weiter nördlich bei Tollmingkehmen (1938–1946 Tollmingen, russisch: Tschistyje Prudy), das 1938 in Reiterhof umbenannt wurde und heute Dokutschajewo heißt.

## Geschichte
Das kleine Dorf Samnonienen bei Goldap wurde 1592 erstmals amtlich genannt. Es verfügte damals lediglich über 200 Hektar. Die wenigen Ortsbewohner werden die große Pest von 1708 bis 1710 nicht überlebt haben, denn erst 1750 erfolgte eine spärlich Neubesiedlung: nur zwei Bauern erhielten Land verschrieben. 1785 gab es im Ort bereits fünf Feuerstellen, und 1895 kam man auf elf Häuser mit insgesamt 108 Einwohnern.
Am 18. März 1874 gehörte Samonienen zu den neuen Gemeinden, die den Amtsbezirk Ballupönen (1938–1945 Ballenau, heute polnisch: Bałupiany) bildeten, der später in Amtsbezirk Grilskehmen und am 25. Juli 1939 in Amtsbezirk Grilsen (polnisch: Grygieliszki) umbenannt wurde.
Im Jahre 1910 zählte die Gemeinde Samonienen 76 Einwohner, im Jahre 1933 waren es 76 und 1939 noch 62.
Am 3. Juni 1938 erhielt Samonienen mit amtlicher Bestätigung vom 16. Juli 1938 die Umbenennung in „Klarfließ“, blieb aber bis 1945 dem Landkreis Goldap im Regierungsbezirk Gumbinnen in der preußischen Provinz Ostpreußen zugehörig.
Am Ende des Zweiten Weltkrieges kamen 19 von 62 Einwohnern ums Leben. Der Ort kam zu Polen und erhielt die Bezeichnung Samoniny. Er ist heute Teil der Gmina Gołdap im Powiat Gołdapski in der Woiwodschaft Ermland-Masuren (1975–1998 Woiwodschaft Suwałki).

## Kirche
Die vor 1945 mehrheitlich evangelische Bevölkerung von Samonienen/Klarfließ war in das Kirchspiel Goldap im gleichnamigen Kirchenkreis in der Kirchenprovinz Ostpreußen der Kirche der Altpreußischen Union eingepfarrt. Auch für die katholischen Einwohner bestand der Bezug zu ihrer Pfarrgemeinde in Goldap.